# Alpha Ophiuchi
Alpha Ophiuchi (α Ophiuchi, viết tắt Alpha Oph, α Oph), còn được gọi là Rasalhague, là một sao đôi và là ngôi sao sáng nhất trong chòm sao Xà Phu (Ophiuchus).

## Danh pháp
Cái tên Alpha Ophiuchi là một từ La Mã hóa tên gọi của ngôi sao Bayer, α Ophiuchi.  Nó cũng được biết đến với tên truyền thống Rasalhague, từ tiếng Ả Rập  رأس الحواء (raʾis al-ḥawwāʾ), có nghĩa là "đầu của người bắt rắn".  Vào năm 2016, Liên minh Thiên văn Quốc tế đã tổ chức một Nhóm làm việc về Tên Sao (WGSN)  để lập danh mục và chuẩn hóa tên riêng cho các ngôi sao.  Bản tin đầu tiên của WGSN vào tháng 7 năm 2016  bao gồm một bảng gồm hai lô tên đầu tiên được WGSN phê duyệt; trong đó bao gồm Rasalhague  cho ngôi sao này.

## Tính chất
Alpha Ophiuchi là một hệ sao đôi có chu kỳ quỹ đạo khoảng 8,62   năm  Các thông số quỹ đạo chỉ được biết đến ít cho đến năm 2011 khi các quan sát sử dụng quang học thích nghi tạo ra sự phù hợp với quỹ đạo tốt hơn, cho phép xác định khối lượng riêng của hai thành phần.  Thành phần chính, Alpha Ophiuchi A, có khối lượng gấp khoảng 2,4 lần khối lượng Mặt trời, trong khi thành phần thứ cấp, Alpha Ophiuchi B, nặng 0,85 khối lượng Mặt Trời.  Ước tính khối lượng của khối chính bằng các phương pháp đo khác dao động từ mức thấp 1,92 đến 2,10 khối lượng Mặt Trời, lên tới 2,84 hoặc thậm chí 4,8 khối lượng Mặt Trời.  Khối lượng của thứ cấp cho thấy nó có sự phân loại sao trong phạm vi K5V đến K7V, cho thấy nó là một ngôi sao dãy chính vẫn đang tạo ra năng lượng bằng phản ứng tổng hợp hạt nhân của hydro ở lõi.  Cặp sao đôi đã đạt được bước periastron, hoặc cách tiếp cận gần nhất, vào khoảng ngày 19 tháng 4 năm 2012, khi khoảng cách giữa chúng là 50 mili giây cung.
Hệ sao này có cường độ sáng biểu kiến kết hợp là +2,08 và nằm ở khoảng cách khoảng 48,6 năm ánh sáng (14,9 parsec)  tính từ Trái đất.  Phân loại sao A5   III chỉ ra rằng nguyên tố chính là một ngôi sao khổng lồ đã tiến hóa khỏi dãy chính sau khi tiêu thụ hydro ở lõi của nó.  Nó đang phát xạ khoảng 25 lần độ sáng của Mặt trời và có nhiệt độ hiệu quả khoảng 8.000 độ K, khiến nó có màu sắc trắng đặc trưng của một ngôi sao loại A.
Phổ của Alpha Ophiuchi cho thấy mức độ hấp thu cao bất thường của các dòng đối với calci ion hóa đơn (Ca II).  Tuy nhiên, đây có thể là kết quả của vật chất liên sao giữa Trái đất và ngôi sao, chứ không phải là một tính chất của sao hoặc bụi liên hành tinh.